# The Trail Beyond
The Trail Beyond é um filme norte-americano de 1934, do gênero faroeste, dirigido por Robert N. Bradbury e estrelado por John Wayne e Verna Hillie.

## A produção
Um dos melhores filmes de John Wayne na Lone Star Productions, The Trail Beyond faz bom uso das magníficas paisagens do Parque Nacional de Kings Canyon, onde foi rodado.
Outro destaque é o trabalho dos dublês Yakima Canutt e Eddie Parker, que inclui vários mergulhos de grandes alturas e uma cena que não deu certo—uma tentativa de saltar do cavalo para uma carroça, nos minutos finais da aventura.
O filme, cujo roteiro é baseado no romance The Wolf Hunters, de James Oliver Curwood, é o remake de uma produção de 1926 com este mesmo nome. Uma segunda refilmagem foi feita pela Monogram, em 1949, também com o título do livro e Kirby Grant no papel principal.
The Trail Beyond está em domínio público e, portanto, pode ser baixado gratuitamente no Internet Archive.

## Sinopse
Rod Drew e seu grande amigo Wabi, que foge da Lei por um crime que não cometeu, dão as caras no Canadá, onde ajudam outro amigo a encontrar o irmão, John Ball. Um mapa lhes dá a pista do paradeiro de Ball e do ouro que ele descobriu. Esse mapa também é desejado pelo escroque Jules LaRoque e seus capangas.

## Elenco
| Ator/Atriz     | Personagem         |
| -------------- | ------------------ |
| John Wayne     | Rod Drew           |
| Verna Hillie   | Felice Newsome     |
| Noah Beery Sr. | George Newsome     |
| Noah Beery Jr. | Wabi               |
| Robert Frazer  | Jules LaRocque     |
| Iris Lancaster | Marie LaFleur      |
| James Marcus   | Irmão de John Ball |
| Eddie Parker   | Ryan               |
| Earl Dwire     | Capanga Benoit     |